# Esther Epstein
Pour les articles homonymes, voir Epstein.
Esther Epstein est une joueuse d'échecs soviétique puis américaine née le 10 mai 1954 à Gorki. Maître international féminin depuis 1972, elle fut deuxième du championnat d'URSS en 1976 et deux fois championne des États-Unis (en 1991 et 1997).

## Biographie et carrière
Epstein participa à la finale du championnat d'URSS féminin à sept reprises de 1972 à 1984, terminant à la deuxième place en 1976. En 1977, elle épousa Alexander Ivanov, également joueur d'échecs. En 1988, ils obtinrent l'autorisation d'émigrer aux États-Unis. De 1990 à 2000, Esther Epstein remporta deux titres de championne des États-Unis et représenta les États-Unis lors de cinq olympiades.